# 宋弁
宋 弁（そう べん、452年 - 499年）は、北魏の官僚・軍人。字は義和。本貫は西河郡介休県。高祖父の宋畿（宋隠の叔父）とその兄弟は広平郡列人県に移り住んでいたので、列人の人とも言う。曾祖父は宋栄国。祖父は宋愔。父は宋叔珍。族弟は宋翻。

## 経歴
宋叔珍の子として生まれた。伯父の宋顕に男子がなかったため、その養子となって後を嗣いだ。才能と学問にすぐれ、若くして名を知られた。孝文帝の初年、都の平城に上り、尚書の李沖と面会して、「この人は一日千里、王佐の才である」と評された。宋顕が死去すると、宋弁はその爵位を嗣いだ。李彪と仲がよく、李彪が秘書丞となると、宋弁は李彪に請われて中散から著作佐郎となった。まもなく尚書殿中郎中に任じられた。孝文帝は朝会のたびに統治の方策を諮問し、宋弁は年少で官位は低かったものの、下座から明瞭に答えたため、孝文帝に賞賛された。卞和献玉の故事から弁の名を賜った。
492年（太和16年）、中書侍郎に転じ、員外常侍を兼ね、南朝斉に対する使者をつとめた。南朝斉の司徒の蕭子良や秘書丞の王融らは宋弁の立ち居振る舞いを賞賛した。帰国すると、江南の事情を孝文帝に問われて、蕭氏の統治は長続きしないだろうと答えた。後に孝文帝が南征すると、宋弁は司徒司馬・曜武将軍・東道副将となって従軍した。馬を盗んだ軍人を斬刑に処して、軍中の規律を粛然とさせた。
黄門郎の崔光が自分の代わりに宋弁を推挙した。孝文帝はこれを許可しなかったが、崔光の鑑識眼を賞賛した。しばらくして宋弁は黄門を兼ねた。まもなく正式に黄門となり、司徒左長史を兼ねた。門閥を抑制することが多く、旧来の氏族には恨みを買った。
再び孝文帝の南征に従軍し、帝の命を受けて豫州や東荊州の兵士を減らし、農業を営ませた。散騎常侍に転じ、まもなく右衛将軍となり、黄門を兼ねた。李彪が李沖の弾劾を受けると、宋弁は李彪を弁護した。李彪が失脚して民とされると、宋弁はその復権のために運動した。
499年（太和23年）3月、孝文帝が汝南で病床に伏せると、宋弁は床前に進んですすり泣き、帝の病をわが身に移すよう申し述べた。孝文帝が馬圏に進むと、宋弁は本官のまま祠部尚書を兼ね、摂七兵事をつとめた。まもなく吏部尚書に転じた。4月、孝文帝が死去すると、その遺詔により宋弁は咸陽王元禧ら6人とともに輔政にあたることとなっていたが、すでに先立って死去していた。享年は48。安東将軍・瀛州刺史の位を追贈された。諡は貞順といった。

## 子女
- 宋維（長男、字は伯緒。列人県子・員外郎・給事中。高肇が失脚すると益州龍驤府長史に左遷されたが、病のため赴任しなかった。清河王元懌が孝明帝を補佐して政権を掌握すると、宋維は通直郎となった。元叉が元懌の排除を図ると、宋維は元叉に協力して元懌の反乱計画を捏造し、告発した。ひとたび昌平郡太守に左遷されたが、元叉が政権を握ると、散騎侍郎となった。通直散騎常侍に進み、冠軍将軍・洛州刺史に任じられた。後に営州刺史に転じた。霊太后が復権し、元叉の党与が追放されると、郷里に帰った。まもなく元懌を誣告した罪を問われて、鄴で死を賜った）
- 宋紀（字は仲烈。宋欽道の父。清河王元懌の下で行参軍。秦州大羌県令・太学博士・侍御史・尚書郎）

## 伝記資料
- 『魏書』巻63 列伝第51
- 『北史』巻26 列伝第14